# Jevgenij Samjatin
|  | Spekulativ artikel Bemærk at denne artikel er præget af spekulationer og bør omskrives, så fakta er understøttet af verificerbare kilder. |

Jevgenij Samjatin (russisk: Евгений Иванович Замятин tr. Jevgenij Ivanovitj Samjatin , IPA: [jɪvˈgʲenʲɪj ɪˈvanəvʲɪtɕ zʌˈmʲætʲɪn]) (født 1. februar 1884 i Lebedjan, Rusland, død 10. marts 1937 i Paris) var en russisk forfatter mest kendt for sin roman Vi (russisk: Мы) fra 1921 om dystopisk fremtid. Grundet hans ideer i blandt andet denne bog blev han udvist fra Sovjetunionen, idet de ikke faldt i god jord hos Stalin-styret.

## Biografi
Jevgenij Samjatin var søn af en præst og en pianist. Som ung blev han ingeniør i Skt. Petersborg. I sin studietid sluttede han sig til den bolsjevikiske fraktion af det socialdemokratiske arbejderparti. Hans politiske aktiviteter førte til hans pågribelse og udvisning af Rusland. Om sin fortid som bolsjevik skrev han: "At være bolsjevik dengang betød, at man fulgte den stærkeste modstandsvej, så derfor var jeg bolsjevik dengang." I 1905 blev han arresteret, torteret og sad isolationsfængslet i adskillige måneder i Samjatinpaljernaja-fængslet i forbindelse med 1905-revolutionen, og han blev udvist. Han blev udvist igen i 1911.
Efter at have afsluttet sin uddannelse som ingeniør begyndte Samjatin at forelæse på Institut for Flådearkitektur i Skt. Petersborg. Som lektor skrev han bl.a. artikler om skibsbygning i videnskabelige og tekniske tidsskrifter som Skibet og Russisk sejlads. Han fik til opgave at tilse bygningen af russiske isbrydere i England under Første Verdenskrig. Han beskæftigede sig dog også med fiktion og fik i 1913 udgivet romanen En provinsfortælling (Ujesdnoje) og året efter romanen Ved verdens ende. Den faldt ikke i god jord hos censuren, der indstævnede ham for retten, hvor han dog blev frifundet. Bogen blev forbudt, og alle eksemplarer blev destrueret.
Samjatin vendte hjem til Rusland i forbindelse med oktoberrevolutionen i 1917. Han skrev artikler og politiske fabler for en række aviser og tidsskrifter som Delo Naroda og Novaja Sjisn, det tidsskrift, der havde Maksim Gorkij som sponsor og redaktør. I en af sine artikler gik han til angreb på det sovjetiske styre og dets røde terror i borgerkrigen mod de hvide. I 1919 blev Samjatin ansat af Maksim Gorkij på hans verdenslitteraturprojekt. Projektet havde til formål at oversætte værker fra verdenslitteraturen til russisk. Gorkij, Samjatin og andre fremstående forfattere skulle udvælge ikke-russiske litterære værker, oversætte dem og forsyne dem med et indledende essay. 
Samme år udgav Samjatin et essay med titlen Savtra, hvori han understregede, hvor nødvendigt det er, at man har mulighed for at kritisere autoriteter og magthavere. Et par citater fra essayet giver et indtryk af de holdninger og karakteregenskaber, som havde størst betydning for Samjatins forfatterskab og liv: "Dagen i dag er dømt til døden, fordi dagen i går er død, og dagen i morgen vil blive født. Således er denne vise og ondskabsfulde lov. Ondskabsfuld, fordi den dømmer dem, der allerede kan se morgendagens fjerne tinder til evig utilfredshed, vis, fordi utilfredshed er den eneste garanti for evig bevægelse fremad – evige skabelse." Samjatin fortsatte og tilføjede: "Verden holdes kun i live af kættere: Kætteren Kristus, kætteren Kopernikus og kætteren Tolstoj."
Essayet demonstrerer noget, der virker som en iboende trang hos Samjatin til at gøre op med autoriteter. Man kommer uundværligt til at tænke på hans revolutionære aktiviteter i studentertiden, hans kritiske skriverier efter revolutionen, og man fornemmer en skarpsindig og rationel persons evne til at se hvordan fremtiden kan tegne sig, hvilket han også demonstrerede i romanen Vi fra 1921. I sin tid på verdenslitteraturprojektet stiftede Samjatin bl.a. kendskab med H.G. Wells og dennes roman Tidsmaskinen. Romanen inspirerede ham til at skrive hans egen roman Vi, der skulle gå hen og blive hans mest kendte værk, og som har inspireret Aldous Huxley til at skrive Fagre nye verden, George Orwell til 1984 og Ayn Rand til Anthem. Formelt er bogen en modernistisk anti-utopi eller dystopi i et science fiction-sceneri. Bogen er skrevet i en tid, hvor sovjetstaten endnu kun befandt sig i sin embryotilstand. Alligevel giver den meget rammende forvarsler om den drejning til totalitærstat, som Sovjets styreform tog under Stalin. 
Samjatin var en skarp og rationel person, men romanen, Vi, demonstrerer tydeligt, at han var fortaler for en indsigtsfuld og dybtgående rationalitet end det indlysende, der ligger bagved f.eks. udtrykket 2 + 2 = 4. Samjatin advokerer for det rationelle i at lade menneskets positive, naturlige egenskaber som drømme og nysgerrighed komme frit til udtryk, da det er drivkraft til udvikling. Han gør sig til talsmand for bekæmpelse af entropien gennem revolution. Det er tydeligt, at han ikke trives med den kvælende stilstand og konformitet, der kan herske i et lukket kredsløb, hvor alle veje enten ender blindt eller fortsætter uendeligt i de samme cirkler. Det er kætteren Samjatin, der taler gennem Vi og går til angreb på den udvikling, han allerede i starten af 1920'erne så faren for kunne udvikle sig i Sovjetunionen. Kombinationen af et etpartisystem i en stat, der var i færd med at isolere sig politisk og diplomatisk fra omverdenen og udvikling og indførelse af ny teknologi har uden tvivl givet Samjatin anledning til at gøre sig forestillinger om, hvor alt dette kunne bære hen på lang sigt. Havde han levet i dag, ville han muligvis have skrevet om de udfordringer menneskeheden står overfor i relation til genmanipulation, retssikkerhed, miljø, internet, overvågning, kontrol med medier og information.
Vi blev først udgivet i Sovjetunionen i slutningen af Gorbatjov-æraen. Den havde indtil da kun cirkuleret i form af nogle få illegale aftryk i Sovjet. Nogle få år efter Samjatin havde skrevet bogen, blev en forkortet version trykt i et russisksproget tidsskrift i USA. Bogen faldt ikke i god jord hos censuren og styret i Sovjet.
Efter Stalins magtovertagelse i 1929 begynder tingene for alvor at udvikle i en kedelig retning i Sovjetunionen. Den moderate økonomiske politik NEP bliver afløst af en mere stivnakket planøkonomisk linje. Det politiske og åndelige miljø bliver meget mere begrænset end det trods alt havde været i 1920'ernes Sovjet. Denne umenneskeliggørelse og dybest set irrationelle drejning af samfundet i Sovjet bliver for meget for den frisindede og rationelle Samjatin. Hans frustration og vrede over tingenes tilstand kommer klart til udtryk i et åbent brev til Stalin i 1931, hvor han i skarpe vendinger kritiserede det sovjetiske styre og åndslivets manglende udfoldelsesmuligheder i Sovjet. Det var nærmest uundgåeligt, at Samjatin ville blive anholdt, men efter at Maksim Gorkij var gået i forbøn for ham hos Stalin, fik Samjatin tilladelse til at forlade Sovjetunionen.